# Anisopleura vallei
Anisopleura vallei är en trollsländeart som beskrevs av St Quentin 1937. Anisopleura vallei ingår i släktet Anisopleura och familjen Euphaeidae. IUCN kategoriserar arten globalt som otillräckligt studerad. Inga underarter finns listade i Catalogue of Life.